# Route européenne 26
Pour les articles homonymes, voir E26 et Route 26.
La route européenne 26 (E26) est une route reliant Hambourg à Berlin.